# Hypocentrum

Ilustrace bodu, kde se nachází hypocentrum pod epicentrem zemětřesení.

Hypocentrum (z řeckého slova υπόκεντρον - pod centrem) je bod v prostoru, určující přesné místo výskytu nějaké mimořádné události. Jeho kolmý průmět na zemský povrch je označován za epicentrum. Nejčastěji se tento pojem používá v souvislosti se zemětřesením či mohutným výbuchem (např. jaderným).
Hypocentrum je tedy jiný název pro ohnisko zemětřesení v hloubce, zatímco pojmem epicentrum se označuje místo, ležící na zemském povrchu nad ním. Vzhledem k tomu, že naprostá většina zemětřesení nemá bodový charakter, ale vzniká na zlomech v zemské kůře, je hypocentrum zpravidla jen přibližným středem oblasti, v níž k uvolnění energie došlo. Jeho zaměření a následné určení jeho pozice se uskutečňuje minimálně díky třem měřícím seismologickým stanicím.
Odborně se používá výraz hypocentrum jako konkrétní bod (těžiště ohniska). Ohniskem zemětřesení pak rozumíme celou oblast vzniku zemětřesení (ta může dosahovat poměrně velkých rozměrů). Hypocentrum je většinou současně i epicentrem povrchové jaderné exploze.